# تشارلز كالدر
تشارلز كالدر هو سياسي كندي، ولد في 29 ديسمبر 1858 في Whitby Township ‏ في كندا، وتوفي في 6 أبريل 1920 في Brooklin, Ontario ‏ في كندا. نشط حزبياً في حزب أونتاريو المحافظ التقدمي. وقد انتخب عضو برلمان مقاطعة أونتاريو ‏.